# Slumdog Millionaire
Slumdog Millionaire är en brittisk dramafilm från 2008 i regi av Danny Boyle, med manus av Simon Beaufoy. Den är baserad på romanen Vem vill bli miljardär? av den indiske författaren och diplomaten Vikas Swarup. Filmen som producerades av Fox Searchlight Pictures blev flerfaldigt Oscarbelönad.

## Handling
Slumdog Millionaire berättar om en ung man (Jamal Malik, spelad av Dev Patel) från slummen i Bombay som ställer upp i den indiska versionen av frågetävlingen Vem vill bli miljonär? ("Kaun Banega Crorpati") och som överträffar allas förväntningar, vilket väcker misstankar hos programvärden och hos de brottsbekämpande myndigheterna om fusk. Jamals liv berättas i omväxlande tillbakablickar allteftersom han försöker förklara hur karma ledde honom till att vinna tävlingen. Jamal berättar bland annat om hur han blev föräldralös i tidig ålder och växte upp med sin äldre bror, Salim (Madhur Mittal), som både var hans vårdnadshavare/beskyddare och antagonist. Hans relation sedan barndomen med ett annat föräldralöst barn, en flicka med namnet Latika (Freida Pinto), spelar också en stor roll i filmen.
Latika tillfångatas av en kriminell organisation som vill göra henne till en kulturellt begåvad prostituerad, vars oskuld kommer betinga ett högt pris. Syskonen Malik färdas med tåg, säljer varor, låtsas vara turistguider vid Taj Mahal och begår fickstölder. Jamal insisterar så småningom på att de skall återvända till Bombay, eftersom han vill hitta Latika.

## Om filmen
Slumdog Millionaire vann fem av de sex priser den var nominerad till på Critics Choice Awards, däribland tungviktarkategorierna Bästa film och Bästa regissör, och alla fyra utmärkelser som den var nominerad till vid Golden Globe Awards. Den vann åtta Oscarstatyetter av tio nomineringar år 2009, bland annat i kategorierna Bästa film och Bästa regi.
Filmmusiken är komponerad av Allah Rakkha Rahman och innehåller bland annat låtar med sångerskan M.I.A.
Slumdog Millionaire visades första gången på bio i Sverige den 26 februari 2009.

## Rollista i urval
- Dev Patel - Jamal Malik
  - Ayush Mahesh Khedekar - Jamal som barn
  - Tanay Chheda - Jamal som tonåring
- Freida Pinto - Latika
  - Rubina Ali - Latika som barn
  - Tanvi Ganesh Lonkar - Latika som tonåring
- Madhur Mittal - Salim K. Malik, Jamals storebror 
  - Azharuddin Mohammed Ismail - Salim som barn
  - Ashutosh Lobo Gajiwala - Salim som tonåring
- Anil Kapoor - Prem Kumar, programledare
- Irrfan Khan - Polisinspektör
- Saurabh Shukla - Poliskonstapel Srinivas

## Utmärkelser
| År   | Pris         | Resultat  | Kategori                  | Personer                                                              |
| ---- | ------------ | --------- | ------------------------- | --------------------------------------------------------------------- |
| 2008 | Oscar        | Belönad   | Bästa film                | Christian Colson                                                      |
| 2008 | Oscar        | Belönad   | Bästa regi                | Danny Boyle                                                           |
| 2008 | Oscar        | Belönad   | Bästa manus efter förlaga | Simon Beaufoy                                                         |
| 2008 | Oscar        | Belönad   | Bästa filmmusik           | A.R. Rahman                                                           |
| 2008 | Oscar        | Belönad   | Bästa sång                | "Jai Ho" - A.R. Rahman, Gulzar                                        |
| 2008 | Oscar        | Belönad   | Bästa foto                | Anthony Dod Mantle                                                    |
| 2008 | Oscar        | Belönad   | Bästa klippning           | Chris Dickens                                                         |
| 2008 | Oscar        | Belönad   | Bästa ljud                | Resul Pookutty, Richard Pryke, Ian Tapp                               |
| 2008 | Oscar        | Nominerad | Bästa sång                | "O... Saya" - A.R. Rahman, M.I.A.                                     |
| 2008 | Oscar        | Nominerad | Bästa ljudredigering      | Glenn Freemantle, Tom Sayers                                          |
| 2008 | Golden Globe | Belönad   | Bästa film - drama        |                                                                       |
| 2008 | Golden Globe | Belönad   | Bästa regi                | Danny Boyle                                                           |
| 2008 | Golden Globe | Belönad   | Bästa manus               | Simon Beaufoy                                                         |
| 2008 | Golden Globe | Belönad   | Bästa filmmusik           | A.R. Rahman                                                           |
| 2008 | BAFTA        | Belönad   | Bästa film                |                                                                       |
| 2008 | BAFTA        | Belönad   | Bästa regi                | Danny Boyle                                                           |
| 2008 | BAFTA        | Belönad   | Bästa manus efter förlaga | Simon Beaufoy                                                         |
| 2008 | BAFTA        | Belönad   | Bästa filmmusik           | A.R. Rahman                                                           |
| 2008 | BAFTA        | Belönad   | Bästa foto                | Anthony Dod Mantle                                                    |
| 2008 | BAFTA        | Belönad   | Bästa klippning           | Chris Dickens                                                         |
| 2008 | BAFTA        | Belönad   | Bästa ljud                | Glenn Freemantle, Resul Pookutty, Richard Pryke, Tom Sayers, Ian Tapp |
| 2008 | BAFTA        | Nominerad | Bästa manliga huvudroll   | Dev Patel                                                             |
| 2008 | BAFTA        | Nominerad | Bästa kvinnliga biroll    | Freida Pinto                                                          |
| 2008 | BAFTA        | Nominerad | Bästa scenografi          | Mark Digby, Michelle Day                                              |
| 2008 | BAFTA        | Nominerad | Bästa brittiska film      |                                                                       |